# تورویک
تورویک (به لاتین: Turovice) یک سکونتگاه مسکونی در جمهوری چک است که در Přerov District واقع شده‌است.

## خصوصیات
تورویک ۳٫۶۲ کیلومترمربع مساحت و ۲۲۴ نفر جمعیت دارد و ۲۳۸ متر بالاتر از سطح دریا واقع شده‌است.